# Banda dels Vuit (Unió Soviètica)
El Comitè Estatal per a l'Estat d'Emergència (rus: Государственный комитет по чрезвычайному положению, transcrit Gosudarstvenny komitet po txrezvytxainomu polojeniyu, abreujat com a ГКЧП o GKTxP), també conegut com a Banda dels Vuit, fou un grup de vuit conspiradors, alts càrrecs del KGB i el PCUS, que organitzaren el Cop d'estat a la Unió Soviètica contra Mikhaïl Gorbatxov entre el 18 i el 20 d'agost del 1991.
El grup estava format per diversos alts càrrecs propers a Gorbatxov, dins del Politburó, el PCUS i el KGB. Els vuit memebres de l'autodenominat "Comitè Estatal d'Emergència" foren detinguts. El formaven:
- Guennadi Ianàiev, vicepresident de l'URSS. Va morir el 2010.
- Vladímir Kriutxkov, Cap del KGB; després es va dedicar a escriure les seves memòries. Va morir el 2007.
- Dmitri Iàzov, Ministre de Defensa y Mariscal de la Unió Soviètica; actualment és conseller en l'exportació d'armes.
- Valentín Pàvlov, Primer Ministre de l'URSS; es va convertir en banquer. Va morir el 2003.
- Oleg Baklànov, del Consell de Defensa Soviètic.
- Vassili Starodubtsev, membre del Parlament soviètic
- Aleksandr Tiziakov, president de l'Associació d'Empreses Estatals i Conglomerats d'Indústria, Transport i Comunicacions.
- El vuitè membre, el Ministre de l'Interior Borís Pugo, se suïcidà per evitar la detenció.